# Riverbank
Riverbank är Pelle Carlbergs andra EP, utgiven 2005 på Labrador. Låten "Riverbank" återfinns även på debutalbumet Everything, Now!. "When the Mind Suffers, the Body Cries Out" är en nyinspelning av Edsons låt med samma namn, ursprungligen utgiven på albumet For Strength (2002). Övriga spår är tidigare outgivna.

## Låtlista[1]
Alla låtar är skrivna av Pelle Carlberg.
1. "Riverbank" - 3:02
2. "Hit Song" - 2:00
3. "When the Mind Suffers, the Body Cries Out" - 3:03
4. "Even Those Who Do Not Live Will Die Eventually" - 4:28

## Personal[1]
- Filip Carvell - elgitarr (1)
- Helena Söderman - medverkande musiker (oklart vilket instrument)
- Henrik Nilsson - medverkande musiker (oklart vilket instrument)
- Johan Angergård - akustisk gitarr (1)
- Pelle Carlberg - sång, gitarr, producent, inspelning, låtskrivare
- Peter in de Betou - mastering
- Sam Carlshamre - trombon (1)
- Sandra Valenca - trumpet (1)
- Tor Helmstein - bakgrundssång (1)